# Зехаузен-ам-Штаффельзе
Зехаузен-ам-Штаффельзе (нем. Seehausen am Staffelsee) — община в Германии, в земле Бавария. 
Подчиняется административному округу Верхняя Бавария. Входит в состав района Гармиш-Партенкирхен.  Население составляет 2501 человек (на 31 декабря 2010 года). Занимает площадь 15,71 км².